# Yeeeah Baby
Yeeeah Baby ist das zweite und letzte Studioalbum des US-amerikanischen Rappers Big Pun. Es erschien am 4. April 2000, knapp zwei Monate nach seinem Tod, über die Labels Loud Records und Terror Squad Entertainment.

## Produktion
Big Puns Rapkollege Fat Joe sowie Matt Life und Sean Cane fungierten bei dem Album als Executive Producers. Daneben waren viele weitere Musikproduzenten an der Produktion der Lieder beteiligt, darunter Just Blaze, L.E.S., Younglord und DJ Shok.

## Covergestaltung
Das Albumcover zeigt groß, in silber-glänzenden Buchstaben, den Schriftzug Big Pun auf rotem Untergrund. Am unteren Bildrand befindet sich der Titel Yeeeah Baby in Weiß.

## Gastbeiträge
| Professionelle Bewertungen | Professionelle Bewertungen |
| -------------------------- | -------------------------- |
| Kritiken                   |                            |
| Quelle                     | Bewertung                  |
| Rolling Stone              | [ 2 ]                      |
| allmusic                   | [ 3 ]                      |
| RapReviews                 | [ 4 ]                      |

Auf zehn der 16 Titel sind neben Big Pun andere Künstler zu hören, darunter seine Crewkollegen von der Terror Squad; Fat Joe, Tony Sunshine (der gleich drei Gastauftritte hat), Cuban Link, Remy Ma, Prospect und Sunkiss. Außerdem ist der Sänger Donell Jones bei dem Lied It’s So Hard vertreten und das Rap-Duo M. O. P. hat einen Gastbeitrag im Song New York Giants. Des Weiteren unterstützt der Rapper Drag-On Big Pun auf dem Stück You Was Wrong.

## Titelliste
| #  | Titel            | Gastmusiker                  | Produzent                     | Länge |
| -- | ---------------- | ---------------------------- | ----------------------------- | ----- |
| 1  | The Creation     |                              |                               | 1:28  |
| 2  | Watch Those      |                              | Knobody                       | 3:20  |
| 3  | Off Wit His Head | Prospect                     | Just Blaze                    | 4:05  |
| 4  | It’s So Hard     | Donell Jones                 | Younglord                     | 3:10  |
| 5  | We Don’t Care    | Cuban Link                   | Younglord                     | 3:12  |
| 6  | New York Giants  | M. O. P.                     | Mahogany und Minnesota        | 3:30  |
| 7  | My Dick          | Tony Sunshine                | Sam Sneed, Guy Boogie und KNS | 3:19  |
| 8  | Leather Face     |                              | The Infinite Arkatechz        | 3:24  |
| 9  | Air Pun (Skit)   |                              |                               | 0:55  |
| 10 | 100%             | Tony Sunshine                | Sean Cane                     | 3:51  |
| 11 | Wrong Ones       | Sunkiss                      | Just Blaze                    | 4:07  |
| 12 | Laughing at You  | Tony Sunshine                | O. Gee                        | 4:26  |
| 13 | Nigga Shit       |                              | Buckwild                      | 1:45  |
| 14 | Ms. Martin       | Remy Ma                      | DJ Shok                       | 4:16  |
| 15 | My Turn          |                              | L.E.S.                        | 3:48  |
| 16 | You Was Wrong    | Fat Joe, Drag-On und Remy Ma | DJ Shok                       | 4:02  |

## Chartplatzierungen und Singles
Yeeeah Baby stieg für eine Woche auf Platz 80 in die deutschen Charts ein. In den Vereinigten Staaten erreichte das Album Rang 3 und hielt sich 23 Wochen in den Top 200.
Als Singles wurden die Lieder It’s So Hard und 100% ausgekoppelt.

## Verkaufszahl und Auszeichnung
Das Album wurde noch im Erscheinungsjahr in den Vereinigten Staaten für mehr als 500.000 verkaufte Exemplare mit einer Goldenen Schallplatte ausgezeichnet. Im Jahr 2017 erhielt es schließlich eine Platin-Schallplatte für über eine Million Verkäufe.